# Rusov (Volyňská oblast)
Rusov či Rusiv (ukrajinsky Русів) je vesnice na Ukrajině ve Volyňské oblasti ve Volodymyrském rajónu. V roce 2001 měla vesnice 130 obyvatel.